# Феноксиметилпеніцилін
Феноксиметилпеніцилін — природний антибіотик з групи пеніцилінів для перорального застосування. Виробницство препарату передбачає використання продуктів життєдіяльності Penicillium notatum. Феноксиметилпеніцилін уперше виділений співробітниками австрійської фармацевтичної компанії «Biochemie GmbH» (натепер є підрозділом «Sandoz») Ернстом Брандлем і Гансом Маркграйтером у тірольському містечку Кундль у 1951 році, а патент на феноксиметилпеніцилін був отриманий ними 22 квітня 1952 року.

## Фармакологічні властивості
Феноксиметилпеніцилін — природний антибіотик широкого спектра дії з групи пеніцилінів. Препарат має бактерицидну дію, що зумовлена порушенням синтезу клітинної стінки бактерій. До феноксиметилпеніциліну чутливі такі мікроорганізми: стафілококи, стрептококи, в тому числі пневмококи, нейсерії, клостридії, лептоспіри, бліда спірохета, сальмонелли, лістерії, Bacillus anthracis, Corynebacterium diphtheriae, Actinomyces spp., Enterococcus spp., Escherichia coli, Proteus mirabilis, Erysipelotrix insidiosa. До препарату нечутливі рикетсії, хламідії, віруси, грибки. Феноксиметилпеніцилін нестійкий до дії бета-лактамаз.

### Фармакокінетика
Феноксиметилпеніцилін не руйнується в кислому середовищі шлунку, всмоктується в тонкій кишці. Біодоступність антибіотика становить 30-60 %. Максимальна концентрація в крові досягається через 1 годину після прийому препарату. Препарат добре проникає в більшість тканин та рідин організму. Феноксиметилпеніцилін погано проходить через гематоенцефалічний бар'єр, але при менінгіті концентрація антибіотика в спинномозковій рідині зростає. Препарат проходить через плацентарний бар'єр і виділяється в грудне молоко. Феноксиметилпеніцилін метаболізується в печінці. Виводиться препарат з організму нирками, частково (30 %) — з фекаліями. Період напіввиведення препарату становить 30-45 хвилин, при нирковій недостатності, у літніх осіб та у новонароджених цей час подовжується.

## Показання до застосування
Феноксиметилпеніцилін застосовується при інфекціях, викликаних чутливими до антибіотика мікроорганізмами: захворювання ЛОР-органів (середній отит, тонзиліт), захворювання дихальних шляхів (пневмонія, хронічний бронхіт), інфекційних захворюваннях: сифіліс, гонорея, скарлатина, правець, сибірка, носійство збудника дифтерії), профілактика інфекційних ускладнень після малих операційних втручань та екстракції зуба.

## Побічна дія
При застосуванні феноксиметилпеніциліну нечасто спостерігаються наступні побічні ефекти: висипання на шкірі, бронхоспазм, стоматит, нудота, діарея, ґлосит, лейкопенія, агранулоцитоз, тромбоцитопенія, головний біль. При лікуванні сифілісу дуже часто може спостерігатись реакція Яріша-Гексгеймера (у приблизно 50 % випадків) внаслідок вивільнення великої кількості ендотоксинів.

## Протипоказання
Феноксиметилпеніцилін протипоказаний при підвищеній чутливості до β-лактамних антибіотиків та при порушенні всмоктування в шлунково-кишковому тракті. З обережністю застосовувується при годуванні грудьми.

## Форми випуску
Феноксиметилпеніцилін випускається у вигляді таблеток по 0,125; 0,25 та 0,5; гранул для приготування суспензії для прийому всередину по 0,3; 0,6 та 1,2 г діючої речовини у флаконі; гранул у флаконах по 60000 та 80000 ОД/мл; драже по 0,1 г; розчинних таблеток по 600000 та 1 млн. ОД.